# Ansar (Taboada)
Ansar (llamada oficialmente Santo Estevo de Ansar) es una parroquia española del municipio de Taboada, en la provincia de Lugo, Galicia.

## Otras denominaciones
La parroquia también es conocida por los nombres de San  Estebo de Ansar y San Estevo de Ansar.

## Organización territorial
La parroquia está formada por tres entidades de población:
- Bouzal (O Bouzal)
- Cal de Mourelle
- San Estebo (Santo Estevo)

## Demografía
| Gráfica de evolución demográfica de Ansar entre 2000 y 2021 |
|                                                             |
| Datos según el nomenclátor publicado por el INE.            |